# Lac de l’Eychauda
Lac de l’Eychauda – jezioro we francuskich Alpach Delfinackich, w górskiej grupie Écrins. Jedno z trzech największych jezior w tej grupie górskiej i jednocześnie największe jezioro karowe we francuskich Alpach.

## Położenie
Jezioro leży we wschodniej części grupy Écrins. Położone jest w grupie szczytu Pointe des Arcas (3480 m n.p.m.), w kotle polodowcowym, znajdującym się w dolinie lodowca Séguret Foran. Jezioro leży ok. 800–1000 m od jego aktualnego czoła, ale odległość ta zwiększa się na skutek szybkiego cofania się tego lodowca. Od północy nieckę jeziora otacza łukiem grzbiet zwany Crête des Grangettes, który w kierunku wschodnim, przez przełęcz Col des Grangettes (2685 m n.p.m.), przechodzi w szczyt Roc de la Montagnolle (2828 m n.p.m.).
Leży w regionie Briançonnais, w departamencie Alpy Wysokie, w regionie administracyjnym Prowansja-Alpy-Lazurowe Wybrzeże. Znajduje się w granicach Parku Narodowego Écrins.

## Charakterystyka
Jezioro Eychauda jest typowym jeziorem lodowcowym, powstałym w cyrku lodowcowym – zagłębieniu powstałym na przedpolu cofającego się lodowca dolinnego. Znaczną głębokość i rozległość tego karu należy tłumaczyć szczególnym układem tektonicznym, dzięki któremu lodowiec był w stanie owo zagłębienie wydrążyć (podłoże ze skał osadowych, zwłaszcza z czarnych łupków, znacznie miększych w porównaniu ze skałami tworzącymi ściany kotliny). Z kolei próg zamykający nieckę jeziora jest granitowy.
Eychauda jest jeziorem proglacjalnym, stosunkowo młodym, chociaż istniało już z końcem małej epoki lodowej (w połowie XIX w.). Zasilane jest głównie drobnym ciekiem wodnym, wypływającym spod lodowca Séguret Foran. Nie posiada powierzchniowego odpływu. Nadmiar wód, przesączający się przez zamykający misę jeziorną próg, pojawia się na powierzchni dopiero znacznie niżej, w dolince Vallon de Chambran, zasilając potok zwany Torrent de l’Eychauda (w dorzeczu Durance). Jezioro przez większą część roku jest pokryte lodem. Rozmarza jedynie na 3–4 miesiące, a bryły lodu – pływające w jego mleczno-niebieskich wodach jeszcze z początkiem sierpnia – nie należą do rzadkości.
Jest jeziorem oligotroficznym. Wody jeziora są zimne i zawierają wiele zawiesiny mineralnej. Z racji długotrwałego utrzymywania się pokrywy lodowej zimą są mało zasobne w tlen. Życie w nich jest bardzo ubogie. W latach 50. i 60. XX w. próbowano je zarybić pstrągiem – niewielka populacja tych ryb utrzymuje się w zbiorniku jeszcze do chwili obecnej.

## Turystyka
Jezioro jest dość często odwiedzane przez turystów, wędrujących przebiegającym w pobliżu szlakiem turystycznym GR 54. Wycieczkę odbywa się zwykle z przysiółka Chambran (1719 m n.p.m.) w dolinie potoku Eychauda, idąc w górę jego doliny. By nie wracać tą samą drogą, można kontynuować wycieczkę w formie pętli, przez przełęcz Col des Grangettes i Col de l’Eychauda (2425 m n.p.m.).